# Manon Zijlmans
Manon Zijlmans (Tilburg, 24 november 1998) is een Nederlandse handbalster die uitkomt voor het Zweedse IFK Skövde en ook actief is in het beachhandbal.

## Biografie
Zijlmans werd geboren in Tilburg en studeerde International Business Administration aan de Universiteit van Tilburg. In 2018 onderbrak ze deze studie voor een semester aan de High Point University. Na aan beide universiteiten haar bachelor te hebben behaald, volgde Zijlmans een Masteropleiding aan de Radboud Universiteit in Nijmegen. In 2020 studeerde ze als Master of Science af.

### Handbal
Zijlmans begon op zesjarige leeftijd met handballen. Haar vader had al ervaring met Handbal doordat hij de sport beoefende tijdens zijn studententijd. Ze begon met handballen bij RHV Rijen om vervolgens in 2017 de overstap te maken naar PSV. Met deze club degradeerde ze in haar debuutseizoen naar de derde divisie. Na vier jaar voor de Eindhovenaren te hebben gehandbald, verkaste Zijlmans in 2021 naar HandbaL Venlo. Datzelfde jaar debuteerde ze in de EHF European Cup. Haar debuut maakte ze in een derde rondewedstrije tegen het Zwitserse LK Zug. In 2022 en 2024 werd Zijlmans Nederlands kampioen met Venlo HandbaL. Na het tweede kampioenschap ging Zijlmans bij het Zweedse IFK Skövde haar eerste buitenlandse avontuur aan. 
In 2021 zou Zijlmans met de Nederlandse studentenhandbalselectie deelnemen aan de European University Games in Belgrado, Servië, maar door de coronapandemie ging er een streep door dit toernooi.

### Beachhandbal

#### Junioren
Zijlmans kwam uit voor OHC '10 uit Oosterhout. Het eerste eindtoernooi waar Zijlmans op uitkwam waren de EUSA beachhandbal kampioenschappen in Zagreb, Kroatië, dat voor het eerst werd gehouden in 2019. Dit was een toernooi voor studententeams, waarop ze aantrad met de selectie van de Universiteit van Tilburg. Zijlmans haalde met haar ploeggenoten de vierde plaats.

#### Senioren

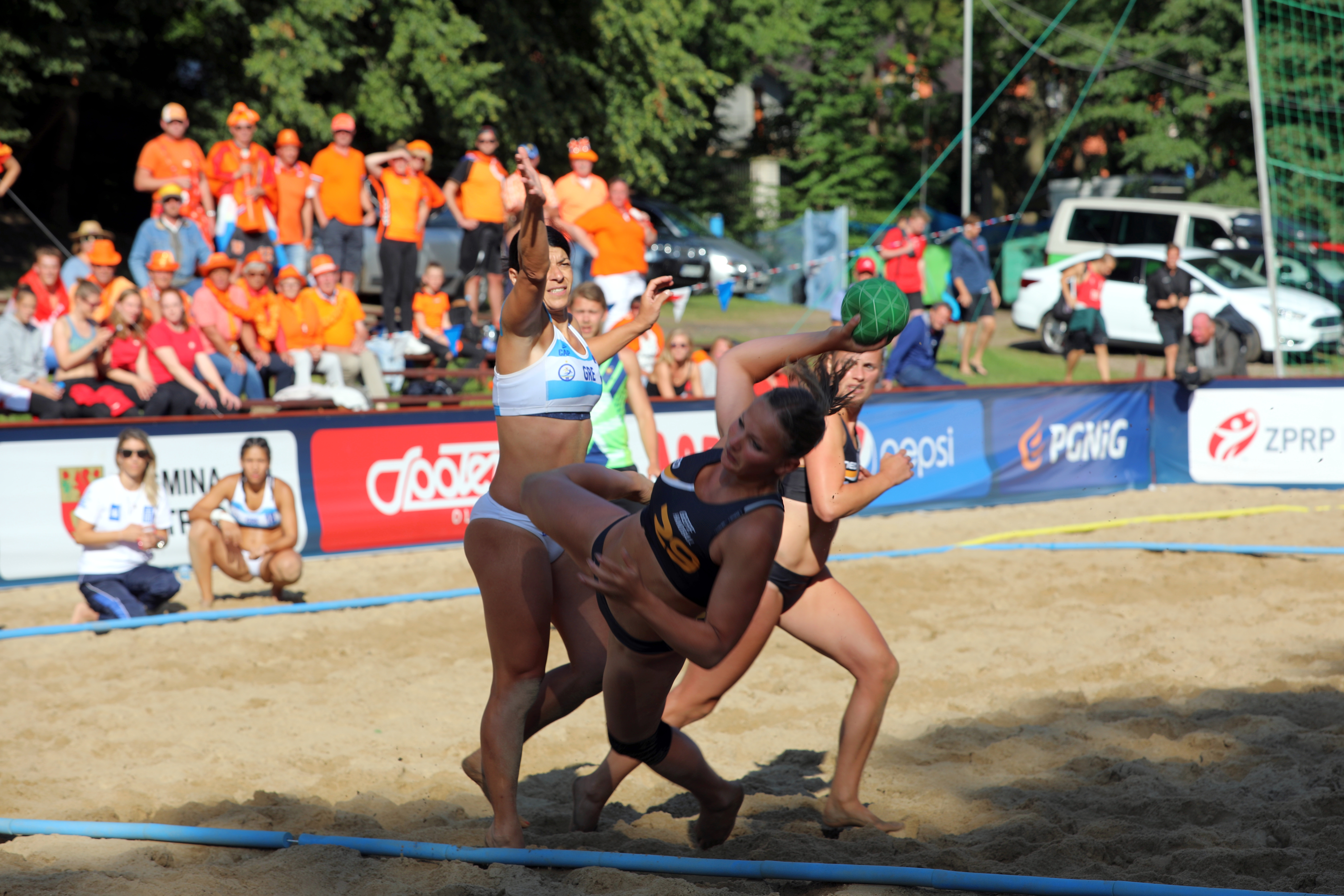
Zijlmans op het EK 2019 in Polen

In 2019 werd Zijlmans opgenomen in de selectie van het EK beachhandbal in Stare Jabłonki, Polen. Ze verving op het laatste moment Lynn Klesser, die door blessureleed moest afhaken. Het Nederlandse team bestond verder uit de naar de senioren overgeheveb aanvalsters Anna Buter en Marit van Ede, de verdedigster Amber van der Meij en keepster Lisanne Bakker. Zij waren samen met Zijlmans de jongere garde in 2018 actief op de Olympische Jeugdzomerspelen 2018 in Buenos Aires, Argentinië die de meer ervaren speelsters Rianne Mol, Krista Mol, Kim Schuurbiers, Claudia ter Wal en Isabel Barnad kwamen versterken. Zijlmans zat qua leeftijd daar tussenin. In de voorronde versloeg Nederland Roemenië en Turkije. Tegen Kroatië moest Zijmans toezien hoe haar ploeggenoten de eerste nederlaag leden. In de daaropvolgende wedstrijd werd Noorwegen na een shootout verslagen. Nederland plaatste zich als tweede, achter Noorwegen, voor de hoofdronde. In de eerste wedstrijd tegen Polen won Nederland eenvoudig en was Zijlmans gedeeld topscorer met Bakker en Rozing met zes doelpunten. In de volgende wedstrijd trof Nederland opnieuw Hongarije, dat ditmaal wel werd verslagen. De volgende wedstrijd eindigd in een overwinning op Portugal. Nederland ging achter Kroatië door naar de kwartfinales, waarin Griekenland werd verslagen in een shootout. Tegen de Grieken was Zijlmans na Krista Mol topscorer met tien punten. In de halve finale trof Nederland opnieuw Hongarije, waarvan in twee sets werd verloren. In de wedstrijd om de bronzen medaille versloegen Zijlmans en haar landgenoten Kroatië, waardoor Nederland met de bronzen medaille aan de haal ging. Zijlmans kwam deze wedstrijd niet in actie en zag haar ploeggenoten hun grootste succes tot dan toe op een EK boeken. In acht van de tien wedstrijden maakte Zijlmans haar opwachting en in totaal maakte ze 48 doelpunten.
In 2021 trad Zijlmans opnieuw aan op het EK beachhandbal, ditmaal in Varna, Bulgarije. Het toernooi begon met twee overwinningen op Portugal en Roemenië. In de derde wedstrijd van de voorronde leden Zijlmans en haar ploeggenoten een nederlaag. Nederland stootte als tweede door naar de hoofdronde, waarin werd gewonnen van Griekenland en Frankrijk, maar werd verloren van Polen. In de kwartfinales stuitten Zijlmans en haar ploeggenoten io Noorwegen, tegen wie in een shoot-out werd verloren. De eerste plaatsingswedstrijs tegen Polen werd gewonnen, maar de volgende wedstrijd resulteerde in een nederlaag. Beide wedstrijden werden beslist in een shoot-out. Uiteindelijk behaalde Nederland de zesde plaats. Zijlmans kwam in alle negen wedstrijden in actie en scoorde 35 punten.
In 2023 trad Zijlmans aan op het WK beachhandbal in Pingtan, China. Hier werd in de strijd om de bronzen medaille Denemarken verslagen, waardoor Zijlmans opnieuw de bronzen medaille won.

## Onderscheidingen

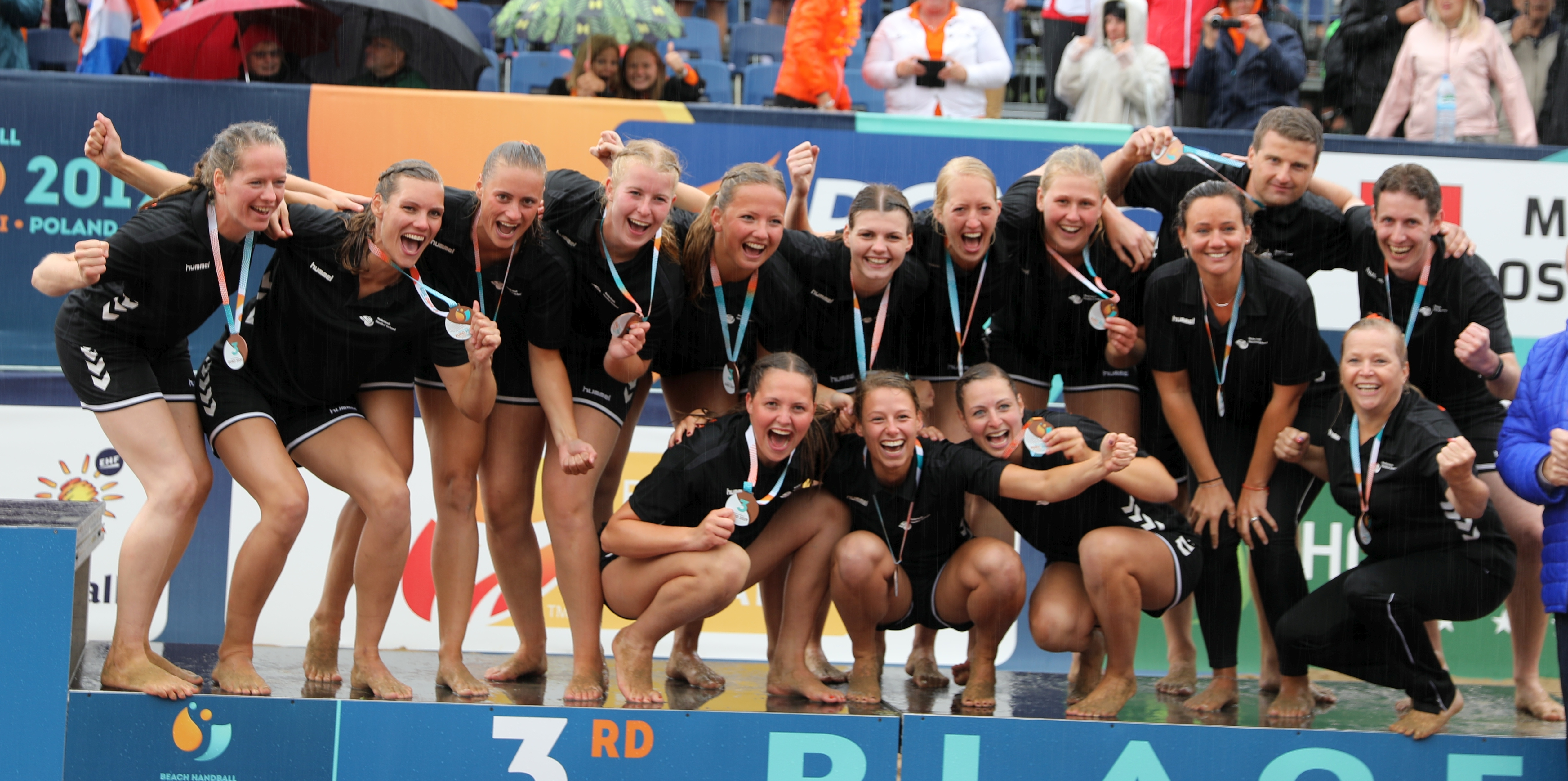
Het Nederlandse team met de bronzen medaille op het EK beachhandbal in 2019

- - WK beachhandbal (2024)
- - EK beachhandbal (2019)